# Fernando Emmerich
Fernando Emmerich Leblanc (Valparaíso, 1932) es un escritor, periodista y crítico literario chileno. Ha sido editor de la revista Qué Pasa, director de la revista cultural Andrés Bello, y redactor del diario El Mercurio. También se desempeñó como asesor de la Secretaría General de la Presidencia durante la dictadura de Augusto Pinochet. Ha sido galardonado en varias oportunidades, destacando el Premio Municipal de Santiago en la categoría cuento y en la categoría ensayo, en 1983 y en 2006 respectivamente.

## Obras
Entre sus obras destaca «Las flores de hojalata», obra que obtuvo el Premio a la Mejor Obra Literaria Inédita en la categoría cuento, otorgado por el Consejo Nacional del Libro y la Lectura.
Cronología de obras (incompleto)
- 1980 - El tigre de papel
- 1981 - Leyendas chilenas
- 1982 - Los lobos y las magnolias
- 1984 - Los árboles azules
- 1987 - Los leones y los unicornios
- 1996 - Diamantino (Editorial Tornagaleones)
- 1999 - El precio de la púrpura
- 2007 - La Tirana del Tamarugal